# Black Market (Rick Ross)
Black Market è l'ottavo album in studio del rapper statunitense Rick Ross, pubblicato nel dicembre 2015.

## Tracce
1. Free Enterprise (featuring John Legend) – 4:19
2. Smile Mama, Smile (featuring Cee Lo Green) – 4:01
3. One of Us (featuring Nas) – 3:13
4. Silk Road – 4:21
5. Color Money – 3:06
6. Dope Dick – 4:44
7. Crocodile Python – 4:40
8. Ghostwriter – 4:27
9. Black Opium (featuring DJ Premier) – 3:55
10. Can't Say No (featuring Mariah Carey) – 3:30
11. Peace Sign – 4:50
12. Very Best (featuring Mary J. Blige) – 4:56
13. Sorry (featuring Chris Brown) – 5:30
14. D.O.P.E. (featuring Future) – 4:44

Tracce bonus Edizione Deluxe
1. Foreclosures – 4:14
2. Money Dance (featuring The-Dream) – 7:37
3. Carol City – 4:13